# Валов гунди
Валов гунди (лат. Ctenodactylus vali, енгл. Val's gundi) је сисар из реда глодара и породице гундија (лат. Ctenodactylidae).

## Распрострањење
Ареал врсте је ограничен на мањи број држава. Врста има станиште у Либији, Алжиру и Мароку.

## Станиште
Станиште врсте су пустиње.

## Угроженост
Подаци о распрострањености ове врсте су недовољни.